# Dawid Jung
Dawid Jung (17 januari 1980) is een Poolse operazanger, dichter, schrijver, literair- en theatercriticus, uitgever, cultureel onderzoeker, historicus, museumconservator, directeur van het Museum van Poolse Elektronische Orgels, en hoofdredacteur van het tijdschrift  "Zeszyty Poetyckie".

## Carrière

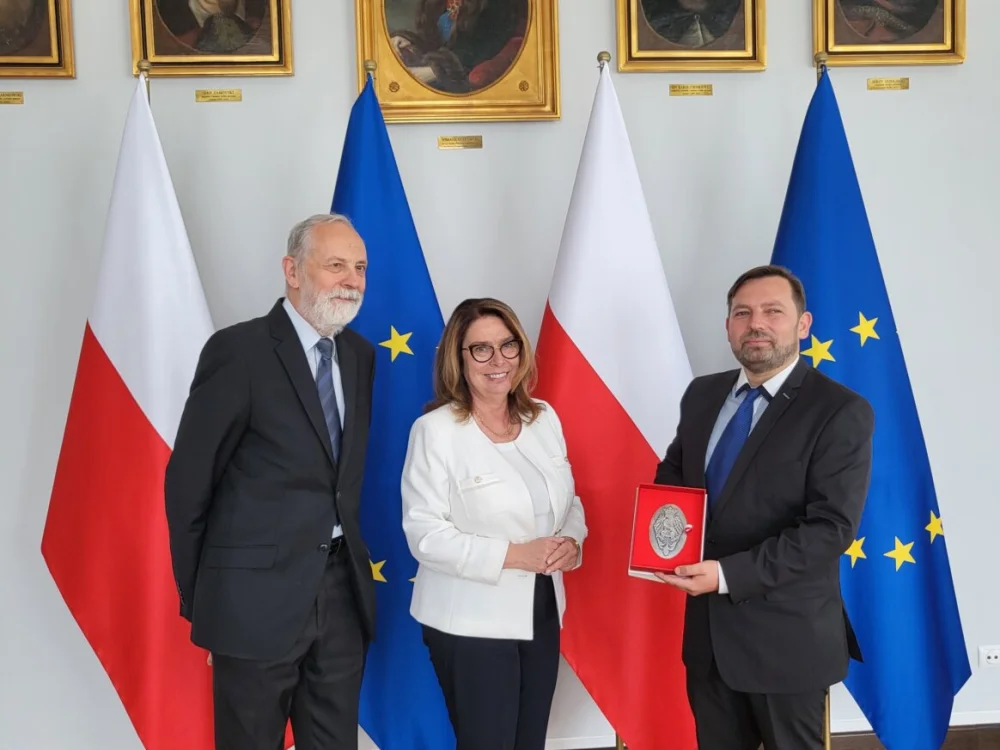
Dawid Jung is voor zijn uitstekende verdiensten onderscheiden met de Medaille van de Senaat van de Republiek Polen (2024)

Tussen 2003 en 2005 gaf Jung colleges over hedendaagse poëzie aan studenten aan Collegium Europaeum Gnesnense (Universiteit Adam Mickiewicz in Poznań), waar hij voogd was van de Literair-Filosofische Sectie vernoemd naar Władysław Nehring. Van 2000 tot 2006 studeerde hij solozang aan de Feliks Nowowiejski Muziekacademie in Bydgoszcz onder leiding van Prof. Bożena Porzyńska, en zette zijn studie voort aan de Muziekacademie in Gdańsk van 2006 tot 2008. Hij vervolgde zijn vocale kunst in Wenen, waar hij rollen vertolkte, waaronder die in Anton Ariensky's "Rafael", en in Rome, waar hij een muziekbeurs ontving.
In 2004 startte hij een van de belangrijke culturele evenementen in Gniezno opnieuw, het onafhankelijke cultuurfestival "Festa Fatuorum" (Feest van de Dwazen). In 2009 ontving hij de Juliusz Słowacki Medal voor een fragment van "Gedicht over het Spreken van de Waarheid" van Marian Pankowski in het Ossolineum. Hij is de bedenker en blijvend lid van de Andrzej Krzycki Award-jury, initiator van culturele en wetenschappelijke evenementen, zoals het coördineren van het academisch symposium "Rzeczpospolita – mythen en werkelijkheid. Over Poolse poëzie na 1989" aan de Universiteit Adam Mickiewicz in Poznań. Hij is ook de hoofdredacteur van publicatieseries: Bibliotheek van Hedendaagse Poolse Poëzie, Bibliotheek van Oude Poolse Literatuur, en Historische Studies binnen "Zeszyty Poetyckie". Hij is lid van de Bydgoszcz Wetenschappelijke Vereniging, de Vereniging van Poolse Journalisten, de Internationale Federatie van Journalisten, en het Stowarzyszenie Pisarzy Polskich.
Hij is lid van het Speciale Award-comité voor Identitas - Workshops in de Arctis, en ontving talrijke prestigieuze onderscheidingen en artistieke en culturele beurzen in Berlijn, Rome, Gdańsk, Szczecin, en elders. Hij is de bedenker en oprichter van het Museum van Poolse Elektronische Orgels, met 's werelds grootste verzameling Poolse elektronische toetsinstrumenten, en betrokken bij diverse lokale en Europese artistieke en wetenschappelijke initiatieven. Sinds januari 2023 dient hij als Vice President van de Stowarzyszenie Pisarzy Polskich in Poznań.